# 延庆古崖居
延庆古崖居，位于中华人民共和国北京市延庆县张山营镇东门营村西北2.5公里处的洞沟的山坡上，是截至2016年中国境内发现的规模最大的崖居遗址。该古崖居发现于1984年，其开凿年代和居住人群至今没有准确定论。1991年，延庆古崖居正式对外开放，2013年被列为全国重点文物保护单位。

## 历史
1984年，延庆古崖居在延庆县文物管理所的文物调查活动中被首次发现，其开凿的时间被推断为距今1000年至2000年间，但具体时间至今未能确定:279,576。关于古崖居的居住者没有明确的史料记载，在对居住者的猜测中，最广为接受的说法认为在该地居住的是唐朝至五代时期的奚人。1990年，延庆古崖居被列为北京市文物保护单位:279。1991年8月，古崖居正式开始接待游客:675。2005年9月27日，在完成岩体加固工程后，延庆古崖居重新对外开放。2013年5月，延庆古崖居被列为全国重点文物保护单位，当月古崖居再次开展岩体保护工程。

## 结构
延庆古崖居是截至2016年中国境内发现的规模最大的崖居遗址。遗址可分为前沟和后沟两个部分，全部坐东朝西，占地面积1.5平方公里，洞穴凿筑面积3931平方米。从洞口到地面有10多米长的石梯。石室共计117座，分为350余间房间，大多房屋高1.8米，面积4平方米，最大一间高2米、宽3米、长5.2米。室内凿筑有石炕、石灶、烟道、窗孔、灯台等，屋顶凿出了收集雨水的石槽。:585:632